# Eremiaphila rectangulata
Eremiaphila rectangulata è una specie di mantide religiosa appartenente al genere Eremiaphila.